# Skonto Hall
El Skonto Hall es un pabellón deportivo localizado en Riga, Letonia. El recinto se utiliza principalmente para hockey sobre hielo y baloncesto. 
El recinto se inauguró en 1996 y posee una capacidad para 6500 espectadores. Fue reformado por completo y reinaugurado en 2006 para ser una de las sedes del Campeonato Mundial de Hockey sobre Hielo Masculino de 2006 celebrado en Letonia, siendo la otra sede el Arena Riga. 
Desde el final del mundial de hockey, el recinto acoge los partidos como local del equipo de baloncesto del Skonto FC, pero se utiliza también como centro de convenciones y congresos. Además de eventos deportivos, el pabellón fue sede del Festival de la Canción de Eurovisión 2003. 